# Трухильо, Омар
Густа́во Омар Трухи́льо Корона (исп. Gustavo Omar Trujillo Corona; 9 ноября 1977, Морелия — 1 декабря 2022, Морелия) — мексиканский футболист и политик, играл на позиции защитника.

## Биография

### Игровая карьера
Большую часть своей карьеры Трухильо играл за «Атлетико Морелия», в составе которой в Лиге МХ сыграл 329 матчей и забил 13 голов. В 2000 году в составе «Морелии» выиграл зимний чемпионат. Помимо «Морелии», он играл на правах аренды за «Атлас», «УАНЛ Тигрес» и «Селаю», в которой в 2012 году завершил карьеру.
27 апреля 2005 года сыграл единственный матч за сборную Мексики против сборной Польши, который завершился со счётом 1:1.

### Политическая карьера
Занимал должность советника Рауля Морона Ороско в тот период, когда он был муниципальным президентом Морелии.

### Смерть
Скончался 1 декабря 2022 года от остановки сердца во время игры с друзьями в футбол.